# 枚方市立伊加賀小学校
枚方市立伊加賀小学校（ひらかたしりつ いかがしょうがっこう）は、大阪府枚方市伊加賀西町にある公立小学校。
従来の枚方市立枚方小学校・枚方市立蹉跎西小学校の2校の校区を再編し、1983年に開校した。

## 沿革
- 1983年4月1日 - 枚方市立伊加賀小学校として開校。
- 1983年4月27日 - PTA発足（結成総会）。
- 1983年7月16日 - プール完成。
- 1984年1月18日 - 校歌制定。
- 1984年10月23日-「すほう竹」の寄贈を受け、正門北側に植栽。
- 1987年10月1日 - 創立5周年事業の「観察池・築山」完成。
- 1988年8月24日-NHK全国音楽コンクールで銀賞を受賞。
- 1988年11月23日-MBS音楽コンクールで優秀賞を受賞。
- 1989年12月7日 - 「よい歯の学校」で優良賞を受賞。
- 1992年1月13日-生活科用砂場の設置。
- 1992年11月7日 - 10周年記念築山「槙」植木。
- 1993年3月2日-大阪府PTA協議会より表彰。
- 1998年4月1日　- 養護学級新設。
- 1999年7月1日 - AET（外国語指導助手）を配置。
- 2000年11月29日 - 枚方市菊花展にて金賞を受賞。
- 2002年11月9日 - 創立20周年式典。
- 2006年7月7日 - 緑のじゅうたん完成（芝生植え付け）。
- 2007年3月10日 - 給食棟完成。
- 2011年10月29日-防災キャンプ実施。
- 2012年12月2日 - 創立30周年式典

## 校歌
作詞は山本恵三子、作曲は中瀬俊介。1984年に作られた。

## 校章
校章は、本校が開校した昭和58年（1983年）6月25日、PTA主催「開校を記念する会」並びに児童会主催「開校を祝う会」で定められた。当時のＰＴＡ会長矢野進の考案によるものである。なお、本校の創立記念日は6月25日と定められている。

## 通学区域
- 枚方市 伊加賀西町、伊加賀栄町、伊加賀緑町、出口1丁目（一部）。

卒業生は基本的に枚方市立蹉跎中学校に進学する。

## 交通
- 京阪本線 光善寺駅 北西へ約1.4km。
- 京阪バス 伊加賀小学校バス停。

## 著名な卒業生
- 中田湧大 - プロサッカー選手